# Bergelmer
Na mitologia nórdica, Bergelmer era um gigante, pai de todos os novos gigantes nevados. Ele e a sua esposa foram os únicos sobreviventes da inundação do sangue de Imer. Era filho de Trudelmer, que era filho de Imer.